# Bass Generation
A Bass Generation Basshunter ötödik, 2009. szeptember 28-án megjelent albuma, amelyet az Every Morning című kislemez előzött meg.

## Dallista
1. Every Morning (Radio Edit)
2. I Promised Myself
3. Why (3:10)
4. I Can't Deny (3:58)
5. Don't Walk Away (3:00
6. I Still Love (3:31)
7. Day & Night (2:53)
8. I Will Learn to Love Again (3:06)
9. Far from Home (4:08)
10. I Know U Know (2:43)
11. On Our Side (3:53)
12. Can You (2:23)
13. Plane to Spain (3:40)
14. Every Morning (Michael Mind Edit) (2:57)
15. Numbers (3:13)

## Slágerlisták
| Slágerlista                | Legmagasabb pozíció |
| -------------------------- | ------------------- |
| Denmark Album Chart        | 39                  |
| French Album Chart         | 41                  |
| Ír albumlista              | 16                  |
| New Zealand Album Chart    | 2                   |
| Swiss Album Chart          | 73                  |
| SA Top 20                  | 7[forrás?]          |
| UK Albums Chart            | 16                  |
| US Top Heatseekers Albums  | 34                  |
| US Dance/Electronic Albums | 15                  |

## Minősítések
| Régió                    | Példányszám | Minősítés |
| ------------------------ | ----------- | --------- |
| Egyesült Királyság (BPI) | Arany       | 100 000   |

## Megjelenés
| Régió              | Dátum                |
| ------------------ | -------------------- |
| Új-Zéland          | 2009. szeptember 28. |
| Egyesült Királyság | 2009. szeptember 28. |
| Világszerte        | 2009. október 6.     |

## Fordítás
- Ez a szócikk részben vagy egészben  a   Bass Generation című angol Wikipédia-szócikk fordításán alapul.  Az eredeti cikk szerkesztőit annak laptörténete sorolja fel. Ez a jelzés csupán a megfogalmazás eredetét és a szerzői jogokat jelzi, nem szolgál a cikkben szereplő információk forrásmegjelöléseként.